# Autoroute A520 (France)
Pour les articles homonymes, voir A520.
L’autoroute française A520 est une portion d'autoroute en prolongement de l'A501 et de l'A52 dans la banlieue d'Aubagne pour desservir la ville d'Auriol et la RD 560 (ex-RN 560) vers Saint-Zacharie. Ce tronçon est appelé bretelle d’Auriol. Cette autoroute est couverte par Radio Vinci Autoroutes (107.7FM).

## Sorties
- Échangeur entre A52 et A520 : Toulon, Aubagne, Marseille (demi-échangeur)
- Début de l'autoroute A520
  -  Limitation à 110 km/h (sens Roquevaire-Auriol)
  -  Limitation à 90 km/h (sens Roquevaire-Auriol)
  -  Limitation à 130 km/h (sens Auriol-Roquevaire)
  -  Limitation à 70 km/h
  -  Réduction à 2 × 1 voies
  -  Limitation à 50 km/h
- Péage d'Auriol à 3 km
  -  Fin de l'autoroute A520 et continue sur la RD 560 : Auriol, Fréjus-Saint-Raphaël, Saint-Zacharie, Saint-Maximin, Brignoles

## Projet
Cette autoroute devait être prolongée vers Brignoles pour se raccorder à l'autoroute A8, mais ce projet demeure aujourd'hui en sommeil. Cela aurait facilité les trajets entre Marseille et Nice et déchargé une partie du trafic de l'A8 autour d'Aix-en-Provence.